# Ribeira de Fráguas
Ribeira de Fráguas es una freguesia portuguesa del concelho de Albergaria-a-Velha, con 25,77 km² de área y 1 869 habitantes (2001). Densidad de población: 72,5 hab/km².